# Љубиша Савић Маузер
Љубиша Савић Маузер (Ковачићи, код Бијељине, 11. август 1958 — Бијељина, 7. јун 2000) био je војни официр Војске Републике Српске за време ратa у Босни и Херцеговини и послератни политичар. Предводио је Специјалну бригаду Гарде Пантери која је током рата била једна од најелитнијих јединица Војске Републике Српске. Љубиша Савић се сматра једним од народних хероја не само Бијељине, већ и целе Семберије и Републике Српске.
Маузер, који је дошао до чина мајора у Војсци Републике Српске, из личних разлога је више пута одбијао да му се додели било које државно признање Републике Српске. Његова гардијска бригада ,,Пантери" 1993. године одликована је Орденом Немањића, чиме је постала прва војна јединица ВРС која је добила ово признање. По мишљењу већег броја ветерана и бораца, постао је један од најпознатијих војсковођа ВРС због свог знања, погледа на свет и способности да ефикасно делује у критичним ситуацијама. Сам Савић је похвалио рад Жељка Ражнатовића као команданта паравојних снага које су заузеле Бијељину и Зворник 1992. године и генерала Ратка Младића због одржавања дисциплине у јединицама. Он је 1997. године такође приметио да мора проћи много година и да се изврши дубинска анализа пре него што јавност добије одговор на питање Младићеве улоге у рату.

## Младост и породица
Љубиша Савић је рођен 11. августа 1958. године у Бијељини у породици Ђорђа и Анке Савић, имао је старијег брата.  Завршио је Средњу техничку школу у Бијељини и Београдску вишу школу за социјални рад 1982. године.  Након дипломирања радио је у Дому за социјални рад у Бијељини, обављао функцију секретара Удружења глувих и наглувих Бијељина и био директор Фонда социјалне и дечије заштите заједнице Бијељина.
Савић није био члан Комунистичке партије, а много касније је негативно говорио о комунизму због метода борбе за власт. Остао је аполитична личност до сусрета са Јованом Рашковићем, који је организовао велики митинг у Дрвару 1990. године. Касније се укључио у друштвено-политичке активности: био је члан Фондације српске солидарности и Српске заједнице у Босни и Херцеговини, заједно је са пријатељима учествовао у стварању Српске демократске странке и формирању њеног огранка у бијељини, као и на изборима за скупштину општине Бијељина. О почетку свог политичког деловања говорио је као о „периоду романтизма и ентузијазма“, праћеном неповратним процесима који су довели до рата.
Љубиша се 1981. године оженио својом другарицом из разреда по имену Бојана, у браку су добили два сина - Александра и Бојана, који је касније постао председник Градског одбора Савеза независних социјалдемократа Бијељина. Љубиша је допринео отвореној, пријатељској и здравој атмосфери у породици. Уживао је у пецању, стоном тенису и кошарци.  Слободно време проводио је у својој радионици, где је израђивао сувенире од дрвета и метала. Волео је да чита белетристику у његовој кући било је много књига југословенске и стране књижевности. Волео је рок музику седамдесетих година, играо је шах и био је оснивач шаховског клуба у Бијељини, који је касније добио име „Пантери“.  Живео је у близини бијељинског центра за социјални рад.

## Ратне године

### Оснивање Гарде Пантери
1991. године, када је већ био у току рат великих размера, Савић је прошао обуку у центру за обуку Српске добровољачке гарде под вођством Жељка Ражнатовића „Аркана“. Раније није имао никакво искуство служења војног рока, а још мање командовања било којом формацијом. Заједно са својим људима, учествовао је у борбама за Бијељину крајем марта - почетком априла 1992. године и био је у саставу регионалног Кризног штаба за заједницу Бијељина. Друга предсједница Републике Српске Биљана Плавшић рекла је да је Савића први пут срела 4. априла 1992. године када је дошла да види шта се тачно дешава у граду. Савић је негирао да су Арканове оружане снаге које су заузеле Бијељину биле под контролом ЈНА: по његовим речима, то су биле искључиво добровољачке формације које су деловалe спонтано.
По неким изворима, 27. марта 1992. године формирана је Српска народна гарда – стварна претходница бригаде Пантери. Истовремено, Савић је у интервјуу листу „Свет“, датом 1997. године, тврдио да је средином априла 1992. године постављен на функцију председника (команданта) Скупштине Северног управног округа Семберије и Мајевице, а она му је поверила стварање војне јединице. Дана 2. маја 1992. године формирана је Народна гарда САО Семберије и Мајевице. 3. јуна је укључен у Источнобосански корпус Оружаних снага Републике Српске, под командом генерал-пуковника Ратка Младића и остао у саставу ВРС до краја рата. Истог дана Савића је пуковник Никола Денчић именовао на место начелника војне контраобавештајне службе Источнобосанског корпуса.
Дана 2. септембра гарда добија свој нови назив – 1. бијељинска лака пјешадијска бригада. Два дана касније, 4. септембра, у борбама за Мајевицу, погинули су командант бригаде Бранко Пантелић и капетан Стеван Лазић. У знак сећања на погинулог команданта Љубиша Савић, који је преузео команду над бригадом, дао јој је име „Пантери“, и током наредних 20 дана борио се са својом бригадом против муслиманских паравојних формација. Током борби које су трајале до 24. септембра, бригада је изгубила 12 бораца, али је уз подршку других јединица успела да поврати изгубљене положаје и отклони претњу заузимања Прибоја и пута од Прибоја до Бањ Брда. Битка код Мајевице се сматра једном од најпознатијих битака на ратном путу Пантера . Савић, који је преузео бригаду, добио је надимке „Маузер“ и „Мајор Маузер“, које је добио у част пиштоља типа Маузер који је носио са собом (касније је надимак „Маузер“ додељен његовом сину Александру). Штавише, његово лично оружје док је служио у Војсци Републике Српске био је пиштољ Хеклер и Кох са пригушивачем.

### Ратни пут Гарде
У време формирања, гардијска бригада Пантери се састојала од око 1.000 људи. Сматрана је једном од најбоље опремљених и обучених јединица Војске Републике Српске. Под Савићем се у бригади Пантер појавио оклопни „гвоздени батаљон“, наоружан тенковима Т-55, оклопним транспортерима БТР-60 и импровизованим оклопним возилима.  Формирана је и падобранска чета са пет авиона (укључујући и тренажну Утва 75 и два двокрилна авиона Ан-2). Бригада је такође била укључена у инспекцију транспортних конвоја Републике Српске, одузимајући имовину за коју су веровали да је стечена као резултат пљачке. Конвоји које је заустављао обично су припадали Српској демократској странци или службама безбедности Републике Српске. Током ратних година кроз редове бригаде Пантери прошло је око 2 хиљаде људи, а за време сукоба је имала око 100 погинулих и око 800 рањених. Гардисти су учествовали у ослобађању већег броја градова и села под опсадом АРБиХ.
Бригада је најпре деловала углавном на подручју Бијељине, Зворника и Брчког : 1. маја, током офанзиве Пантера и снага Црвених беретки из Бијељине, заузето је Брчко. Потом је учествовала у већини операција за време сукоба као што су “Коридор 92”, “Садејство 93”, “Лукавац 93”, “Дрина 93” и “Штит 94”;  ратовали су и на Игману, Подрињу и Купресу. Крајем јануара 1993. године бригада је стигла на подручје Братунца као појачање, а 1. фебруара је заједно са 1. братуначком бригадом напала положаје босанских Муслимана јужно и југоисточно од града, заузевши село Вољавица и успоставила водоснабдевање града. Дана 7. октобра 1993. године, наредбом Ратка Младића, Савић, који је имао чин потпоручника у Оружаним снагама Републике Српске, унапређен је у чин поручника.
Током рата дошло је до сукоба између Савића и његових колега у Српској демократској странци (СДС). До краја рата, његово ривалство са руководством СДС-а постало је још отвореније; 1995. године говорио је против лидера СДС-а Момчила Крајишника, рекавши „Oболeо сам од дијабетеса борећи се на фронту и сада морам да гледам како се власти богате на грбачи сиромаштва сопственог народа.“ Отишао је из СДС да формира своју политичку странку, Демократску странку Републике Српске. За то вријеме сврстао се уз тадашњу предсједницу Републике Српске Биљану Плавшић, која је такође напустила СДС да би започела антикорупцијску кампању.

## Послератна каријера
Наредне године Савића је за начелника полиције у Бијељини поставио Милорад Додик. У оквиру своје антикорупцијске кампање у Републици Српској наредио је хапшење неколико владиних званичника укључујући Јоју Тинтора, бившег саветника Радована Караџића. Савић га је ухапсио у пролеће 1998. године, али су му претпостављени наредили да, упркос доказима, пусти Тинтора у року од двадесет четири сата од хапшења. Савић је одговорио на овај захтев, али је наставио да се бори против корупције.
Након тога, био је жртва вишеструких покушаја убиства. У јулу 1998. за длаку је избегао смрт од бомбе постављене испод његовог аутомобила. У овом атентату су, међутим, погинула два његова бивша саборца. После покушаја хватања осумњиченог Милована Бјелице, близак Савићев пријатељ, Срђан Кнежевић, убијен је испред своје куће код Пала. Након овог напада формирана је специјална јединица полиције, чији је био припадник. Убрзо након атентата, ухапсио је седам осумњичених. Међутим, после навода о мучењу, забрањен му је даљи рад а осумњичени су пуштени на слободу.

## Убиство
Маузер је убијен у свом возилу у близини железничке станице 7. јуна 2000. године, када се накратко зауставио да отпрати старицу до куће. Према извештајима очевидаца, изненада се појавило друго возило из којег је Ђорђе Ждрале, који је већ осуђен за убиство, отворио ватру из аутоматског оружја. Савића је погодило шест од тринаест испаљених метака и одмах је убијен. Верује се да је постао жртва организованог криминала. Шест месеци пре смрти изјавио је: „Када сам се упустио у све ово, опростио сам се од свог живота.“
Његовој смрти претходило је вишемесечно стално посматрање и анализирање његовог начина живота од стране Ждрала, који је са две непознате особе припремао атентат. Набављао је оружје, муницију, возило, одећу и радио апарате. Тек 2010. године је осуђен, пошто његово признање није било забележено, па је стога могао имати алиби.
Љубиша Савић је сахрањен у родном селу Ковачићи код Бијељине у кругу породице, пријатеља и бивших сабораца.

## Сећање
Лист Борба је 2001. године учврстио Маузера међу 10 најутицајнијих људи у Републици Српској 2000. године, иронично напоменувши да би власти требале да подигну споменик Савићу и на постаменту напишу: „Извините, шалили смо се“, јер Савићеве речи о борби против криминала нису биле у супротности са многим другим поступцима осталих високих званичника.
На месту Маузерове погибије подигнут је мермерни споменик са крстом, за који су средства прикупили ветерани Гарде Пантери и становници Бијељине. Сваке године се код споменика одржавају задушнице, а на гробљу се служи помен за покојнике. Ветерани бригаде редовно траже да се улица у граду назове по Савићу. Међутим, од Маузерове смрти, таква идеја није званично разматрана ни у једном тренутку. Када је Љубиша Петровић, изабран за градоначелника Бијељине 2020. године, обећао да ће ово питање размотрити у предизборној кампањи, али га, према изјави председника Удружења ветерана Гарде Пантери Петра Цвијетиновића из 2022. године, никада од избора није поменуо.
Љубиши Савићу и Гарди посвећено је неколико песама од стране познатог српског кантаутора Родољуба Рокија Вуловића – „Пантери (Маузер)“ (рефрен: Пантери, пантери, ви сте храбри момци...) и „Пјесма о Маузеру“ (рефрен: Легенда си био, легенда остао...).